# Sumiswald
Sumiswald es una comuna suiza del cantón de Berna, situada en el distrito administrativo del Emmental. Limita al norte con las comunas de Affoltern im Emmental, Dürrenroth, Wyssachen y Eriswil, al este con Luthern (LU), al sur con Trub, Langnau im Emmental y Trachselwald, y al oeste con Lützelflüh y Rüegsau.
Hasta el 31 de diciembre de 2009 situada en el distrito de Trachselwald.